# Unternehmen Michael
Pour plus de détails, voir Fiche technique et Distribution.
Unternehmen Michael (en français, Opération Michael) est un film allemand réalisé par Karl Ritter sorti en 1937.
Cette adaptation de la pièce de Hans Fritz von Zwehl est un film de propagande nazie qui raconte l'Opération Michael du 21 mars 1918 au 5 avril 1918, l'une des opérations militaires allemandes de la Première Guerre mondiale qui compose l'offensive du printemps. La Fondation Friedrich Wilhelm Murnau ne le montre qu'avec le consentement et dans les conditions de la fondation. Dans tous les cas, ce Vorbehaltsfilm nécessite une introduction historique et une discussion avec un historien. Les films peuvent être visionnés dans les salles de la Fondation à des fins scientifiques.

## Synopsis
La Deutsches Heer lance l'offensive de printemps au cours des derniers mois de la Première Guerre mondiale. La première est l'opération Michael, que l'état-major allemand veut utiliser pour tenter de gagner la guerre presque perdue. Pour y parvenir, la ville stratégiquement importante de Beaurevoir doit être conservée. Mais les troupes allemandes sont encerclées par les Anglais. Lorsque le commandant du bataillon est grièvement blessé, le major zur Linden prend ses fonctions dans une situation désespérée. Après tout, il ne voit qu'une seule façon de repousser les Anglais : à l'aide d'un pigeon voyageur, il demande que des tirs lourds et destructeurs soient dirigés vers sa propre position. Presque tous les soldats allemands sont tués.

## Fiche technique
- Titre : Unternehmen Michael
- Réalisation : Karl Ritter assisté de Friedrich Karl von Puttkamer
- Scénario : Karl Ritter, Mathias Wieman, Fred Hildenbrandt (de)
- Musique : Herbert Windt
- Direction artistique : Walter Röhrig
- Photographie : Günther Anders
- Son : Ludwig Ruhe
- Montage : Gottfried Ritter (de)
- Production : Karl Ritter
- Sociétés de production : UFA
- Sociétés de distribution : UFA
- Pays d'origine :  Reich allemand
- Langue : allemand
- Format : Noir et blanc - 1,37:1 - Mono - 35 mm
- Genre : Guerre
- Durée : 82 minutes
- Dates de sortie :
  -  Reich allemand : 7 septembre 1937.
  -  États-Unis : 13 mai 1938.
  -  Empire du Japon : 8 février 1940.
  -  État espagnol : 8 juillet 1940.

## Distribution
- Heinrich George : Le commandant général
- Mathias Wieman : Major zur Linden, Ia
- Willy Birgel : Major comte Schellenberg
- Hannes Stelzer : Leutnant prince Erxburg
- Paul Otto : Oberstleutnant Hegenau
- Ernst Karchow (de) : Hauptmann Noack, Ib
- Otto Graf : Hauptmann von Groth, Ic
- Christian Kayßler : Rittmeister von Wengern
- Kurt Waitzmann : Oberleutnant Weber
- Paul Schwed (de) : Un sous-officier de la Stabswache
- Arthur Wiesner (de) : Le messager au pigeon voyageur
- Otto Wernicke : Oberst Berg
- Heinz Welzel : Leutnant von Treskow
- Josef Renner : Hauptmann Hill
- Jim Simmons : Leutnant Mertens
- Karl John : Leutnant Hassenkamp
- Otto Krone (de) : Le premier commandant de compagnie
- Malte Jäger : Le deuxième commandant de compagnie
- Friedrich Berger : Le sous-officier Henke
- Beppo Brem (de) : Gefreiter Kollermann
- Lutz Götz (de) : Musketier Raspe
- Josef Dahmen : Meckerer
- Adolf Fischer : L'officier de l'ordonnance de combat
- Hans Bergmann : Sturmmann
- Franz Bochum : Le vieux Français
- Elsa Wagner : La vieille Française
- Otz Tollen : Le commandant du bataillon d'infanterie
- Max W. Hiller : Le prisonnier de guerre anglais
- Ludwig Baschang, Fritz Busch, Ullrich Klein, Kai Möller, Erwin Mosblech, Walter Schuller, Richard Westemeyer : des soldats allemands
- Heinz Federle, Hans Schwenke : des officiers
- Hardy Vogdt : Un lieutenant d'artillerie
- Friedrich Teitge (de) : Un sous-officier

## Histoire
Unternehmen Michael propage l'héroïsme allemand même face à une mort certaine. Le bien-être de chacun est bien supérieur à celui de l'individu dans l'idéologie nazie. Ceux qui ne connaissent pas les événements réels de la Première Guerre mondiale peuvent croire à la fin du film que la volonté de sacrifier Zur Lindens aurait quand même assuré la victoire de l'Allemagne. Le film glorifie la mort héroïque insensée, soulignant que le fardeau de la responsabilité que les commandants doivent porter l'emporte sur la souffrance des soldats ordinaires.